# منتخب النرويج لكرة السلة
منتخب النرويج الوطني لكرة السلة (بالنرويجية: Norges herrelandslag i basketball)‏ هو ممثل النرويج الرسمي في المنافسات الدولية في كرة السلة .

## وصلات خارجية
- الموقع الرسمي